# Hejnice (przystanek kolejowy)
Hejnice – przystanek kolejowy w miejscowości Hejnice, w powiecie Liberec w kraju libereckim, w Czechach. Znajduje się na linii kolejowej 038 Raspenava - Bílý Potok pod Smrkem, na wysokości 385 m n.p.m.. 

## Linie kolejowe
- 038: Raspenava - Bílý Potok pod Smrkem